# Piscine de la République

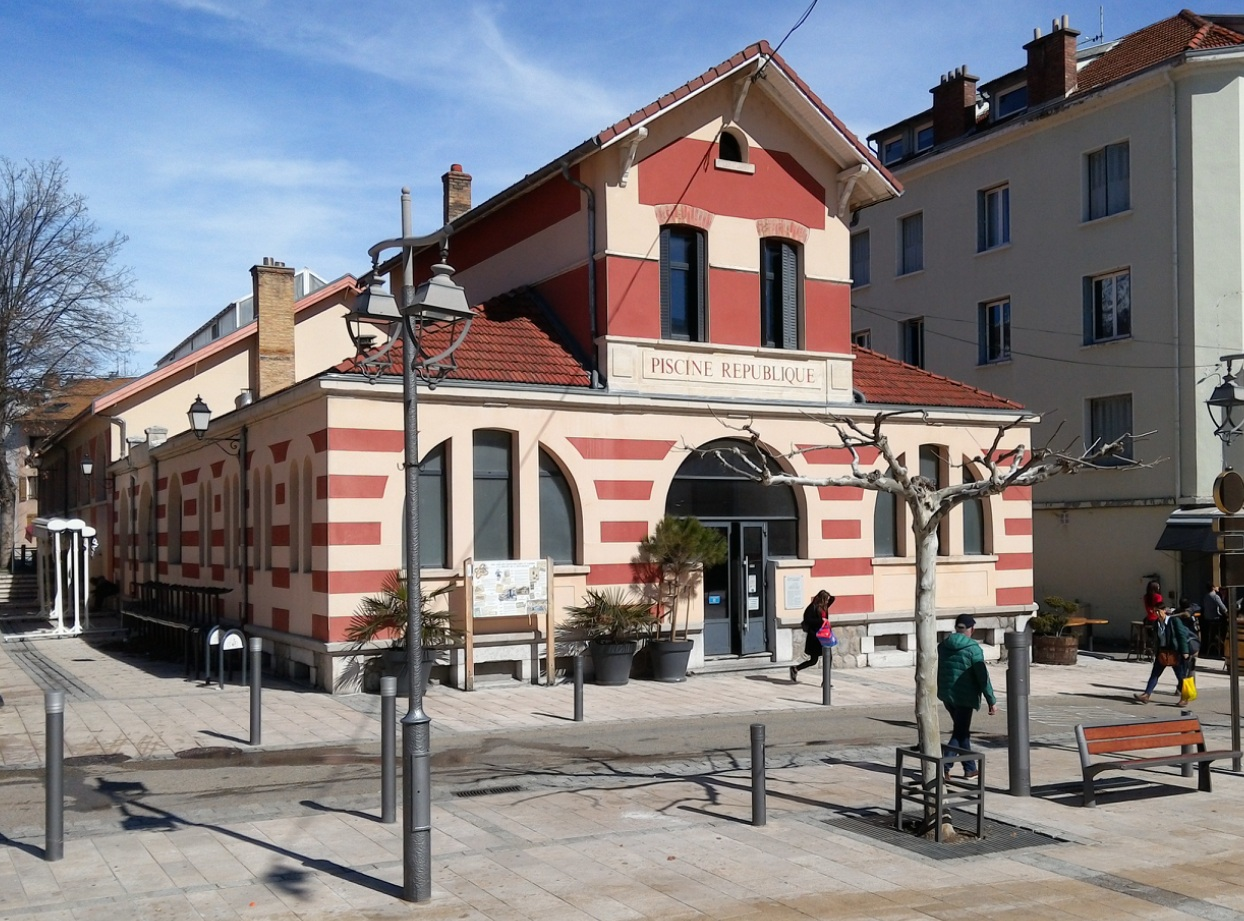
Frontseite des Gebäudes

Piscine de la République heißt ein kleines Volksbad an der 1911 angelegten Place de la République im Zentrum von Gap in Frankreich. Das Gebäude steht frei auf der Längsseite eines der zentralen Plätze.

## Geschichte
Das Bad entstand im Zuge der Neugestaltung des Stadtzentrums Anfang des 20. Jahrhunderts. Das Viertel  Trébaudon wurde abgebrochen, an seine Stelle wurde das Areal des Place de la République angelegt. An das Viertel erinnert die westlich am Gebäude vorbei führende Straße Rue de Trébaudon. Unter dem Bürgermeister Paul Caillat begannen im Jahr 1913 die Planungen für die Errichtung eines Badehauses mit Duschen und Wannen, um eine Verbesserung der Hygienebedingungen in der Stadt zu erzielen. Verantwortlich für den Neubau war der Architekt Hippolyte Couttet. Am 15. Januar 1913 waren dafür vom Stadtrat 130.000 Franc genehmigt worden. Am 15. März informierte der Innenminister den Präfekten des Département Hautes-Alpes über die Bewilligung von 110.000 Franc zwei Tage zuvor für den beantragten Bau. Am 15. Mai lagen die Pläne des Architekten der Baukommission vor und bereits am 5. Juli wurde das benötigte Baumaterial bestellt.
Die im März 1914 begonnenen Bauarbeiten wurden wegen der Mobilmachung zum Ersten Weltkrieg am 2. August unterbrochen. Erst am 19. Juli 1919 wurden die Arbeiten fortgesetzt, nachdem eine Preissteigerung von 250 Prozent einen Nachtragshaushalt erfordert hatte. Weitere Preisschübe verhinderten die fristgerechte Fertigstellung. Am 5. Juli 1924 konnte das Bad geöffnet werden. Von 1934 bis 1936 wurde das erste Schwimmbecken von Gap angebaut, das vom benachbarten Gymnasium einen direkten Zugang besaß.

## Architektur
Das Gebäude wurde mit einer Stahlrahmenkonstruktion und Ziegelmauerwerk errichtet, eine Bauweise, wie sie zur damaligen Zeit vor allem für Zweckbauten charakteristisch ist. Die Außenhaut wurde mit stark kontrastierendem, horizontal alternierend verlaufendem Putz versehen. Das Sportbecken besitzt eine Länge von 25 Metern.